# 福尼邦达利
福尼邦達利（英語：Foni Bondali）是甘比亞西部區轄下的9個縣之一。福尼邦達利位在甘比亞西南部的甘比亞河以南。福尼邦達利的地理位置介於福尼康薩拉與福尼賈羅勒之間。